# Скань

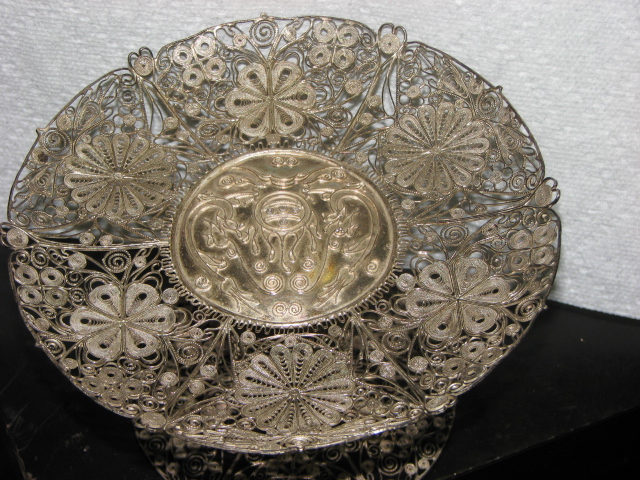

Скань (рос. скань від д.-рус. съкати — «сукати, звивати в одну нитку кілька пасом»), філігрань — вид ювелірної техніки: ажурний або напаяний на металевий фон візерунок з тонкого золотого, срібного або мідного дроту, гладкого або звитого в мотузочки. Вироби зі скані часто доповнюються зернню (маленькі срібні або золоті кульки) та емаллю.